# Javalambre
Javalambre – najwyższy szczyt pasma górskiego Sierra de Javalambre w hiszpańskich Górach Iberyjskich. Nazwa szczytu pochodzi z języka arabskiego (جبل عمرو - Yabal `Amr), co oznacza "Góra Amr'a". Amr to arabskie imię męskie.